# Karin Stoltenberg
Karin Stoltenberg, geb. Heiberg (* 23. November 1931; † 17. Oktober 2012), war eine norwegische Politikerin (Ap) und Genetikerin. Sie war Staatssekretärin im Handels- und Schifffahrtsministerium von 1986 bis 1987 und im Wirtschaftsministerium von 1988 bis 1989 sowie Abteilungsleiterin im Kinder- und Familienministerium.

## Biografie
Als Ministerialbeamtin nahm Karin Stoltenberg wesentlichen Einfluss auf die norwegische Familienpolitik, die sich ab den 1970er Jahren entwickelte. Sie verfasste u. a. ein wegweisendes Memorandum für das Parlament, das das Recht der Frau auf selbstbestimmte Abtreibung zum Ziel hatte. Außerdem zählt sie zu den Wegbereitern des fortschrittlichen Gleichstellungs- und Partnerschaftsgesetzes.
Sie war seit 1957 mit Thorvald Stoltenberg verheiratet und war die Mutter des Politikers Jens Stoltenberg und der Epidemiologin Camilla Stoltenberg. Karin Stoltenberg starb im Oktober 2012 im Alter von 80 Jahren.